# L'offesa
L'offesa è un romanzo dello scrittore spagnolo Ricardo Menéndez Salmón.

## Trama
(Ricardo Menéndez Salmón)
Kurt Crüwell è un giovane sarto tedesco che vive nella cittadina di Bielefeld. Nel settembre del 1939 i suoi sogni di una tranquilla esistenza vengono infranti dalla chiamata alle armi a causa dello scoppio della seconda guerra mondiale.
La guerra per Kurt si rivela essere un'esperienza tutto sommato serena: dislocato nelle retrovie non viene mai impegnato in battaglia e, messosi in luce per la sua diligenza, diventa l'autista personale dell'Hauptsturmführer Löwitsch.
Nel 1941, durante l'occupazione della Francia, alcuni commilitoni di Kurt vengono brutalmente assassinati dai partigiani. Löwitsch decide di vendicare l'assassinio con una terribile rappresaglia: con Kurt e un drappello di soldati si reca in un piccolo villaggio e qui fa incendiare la locale chiesa con dentro 95 persone. La terribile scena sconvolge Kurt a tal punto che qualcosa dentro di lui si rompe e da quel momento non è più in grado di provare alcun sentimento.
Kurt viene così spedito in un ospedale in Bretagna per curare il suo blocco mentale. A occuparsi di lui sono due francesi: il medico Lasalle e l'affascinante e volitiva infermiera Ermelinde, le cui cure non sortiscono però alcun effetto. Quando un gruppo di partigiani irrompe nell'ospedale per uccidere i soldati tedeschi ricoverati, Lasalle li convince a risparmiare Kurt, poi consegna al ragazzo il proprio passaporto e lo convince a fuggire via con Ermelinde sotto falso nome.
Kurt ed Ermelinde si rifugiano a Londra e qui si sposano. Finita la guerra Ermelinde rimane addirittura incinta, mentre Kurt trova lavoro come becchino.
Un giorno, nei pressi del cimitero passano alcune persone che parlano in tedesco. Kurt, incuriosito, li segue fin dentro una casa, e scopre che uno di quegli individui altri non è che l'Hauptsturmführer Löwitsch. Insieme assistono alla proiezione del filmato girato nel giorno dello sterminio dei civili nella chiesa in Francia. La terribile visione spezza l'incantesimo: Kurt dopo tanto tempo prova nuovamente un sentimento, un misto di dolore e terrore che lo fa piangere e lo uccide, ad appena 31 anni.

## Edizioni
- Ricardo Menéndez Salmón, L'offesa, traduzione di Claudia Tarolo, Marcos Y Marcos, 2011,  p. 152, ISBN 978-88-7168-470-3.